# 康城駅
座標: 北緯22度17分47.04秒 東経114度16分10.92秒 / 北緯22.2964000度 東経114.2697000度
康城駅（ロハスパークえき、こうじょうえき）は香港新界西貢区に位置するMTR将軍澳線の駅である。ステーションカラーは■紫。

## 駅構造
島式ホーム1面2線の地上駅。ホームドア設置駅。
| のりば (U1) | ➊番線 ←■将軍澳線 調景嶺・北角方面 |
| のりば (U1) | 島式ホーム                        |
| のりば (U1) | ➋番線 ←■将軍澳線 調景嶺・北角方面 |

## 駅周辺
- 日出康城
- 将軍澳工業園
- 将軍澳車両基地

## 歴史
- 2009年7月26日 - 開業。

## 隣の駅
香港鉄路
■将軍澳線支線
将軍澳駅 - 康城駅